# Thomas Lundblad
Thomas Lundblad, född 30 december 1973 i Göteborg, är en svensk idrottsman inom drakbåtspaddling. Lundblad bor i Huddinge och tävlar för Örnsbergs kanotsällskap. 
Lundblad har även tävlat i OC-6,  vilket är en typ av outrigger för sex personer. Den 28 september 2014 tävlade han i Saint-Valery-sur-Somme, där han var med i den svenska besättning som tog silver i herrklassen.

## Meriter
World Games
- Duisburg 2005
  - Brons 20manna mix 2000m

ICF-VM Senior
- Milano 2012
  - Silver 10manna herr 2000m

ICF-VM - master 40+
- Poznan 2014
  - Brons 20manna mix 2000m
  - Brons 10manna dam 2000m - styrman

ECA-EM
- Auronzo di Cadore 2015
  - Guld 20manna mix 200m
  - Brons 20manna mix 500m
  - Brons 20manna mix 2000m
  - Brons 10manna dam 200m - styrman
  - Brons 10manna dam 2000m  - styrman

EDBF-EM landslag
EDBF-EM
- Brandenburg 2018
  - Silver 10manna herr 2000m (Senior A 40+)[3]
  - Brons 10manna herr 200m (Senior A 40+)[3]

- Prag 2006
  - Brons 20manna mix 200m
  - Brons 20manna mix 500m

- Malmö 2000
  - Brons 20manna herr 5000m

EDBF-EM klubblag
- Bremen 2001
  - Brons 20manna mix 500m

ECA EM Master 40+
- Auronzo di Cadore 2015
  - Brons 10manna herr 2000m

ECA EM master 40+, klubblag
- Auronzo di Cadore 2015
  - Silver 10manna herr 200m
  - Silver 10manna herr 2000m

SM
- Nyköping 2021[4]
  - Guld 10manna herr 500m
  - Guld 10manna herr 2000m
  - Silver 10manna herr 200m
  - Silver 10manna mix 200m
  - Silver 10manna mix 2000m

- Nyköping 2019
  - Silver 10manna herr 200m
  - Silver 10manna herr 500m
  - Silver 10manna mix 200m
  - Silver 10manna mix 500m

- Nyköping 2018
  - Silver 10manna mix 200m
  - Brons 10manna mix 500m

- Jönköping 2017
  - Silver 10manna mix 200m
  - Silver 10manna mix 500m

- Jönköping 2016
  - Guld 10manna mix 200m
  - Guld 10manna mix 500m

- Jönköping 2014
  - Silver 10manna mix 500m